# Нарочный

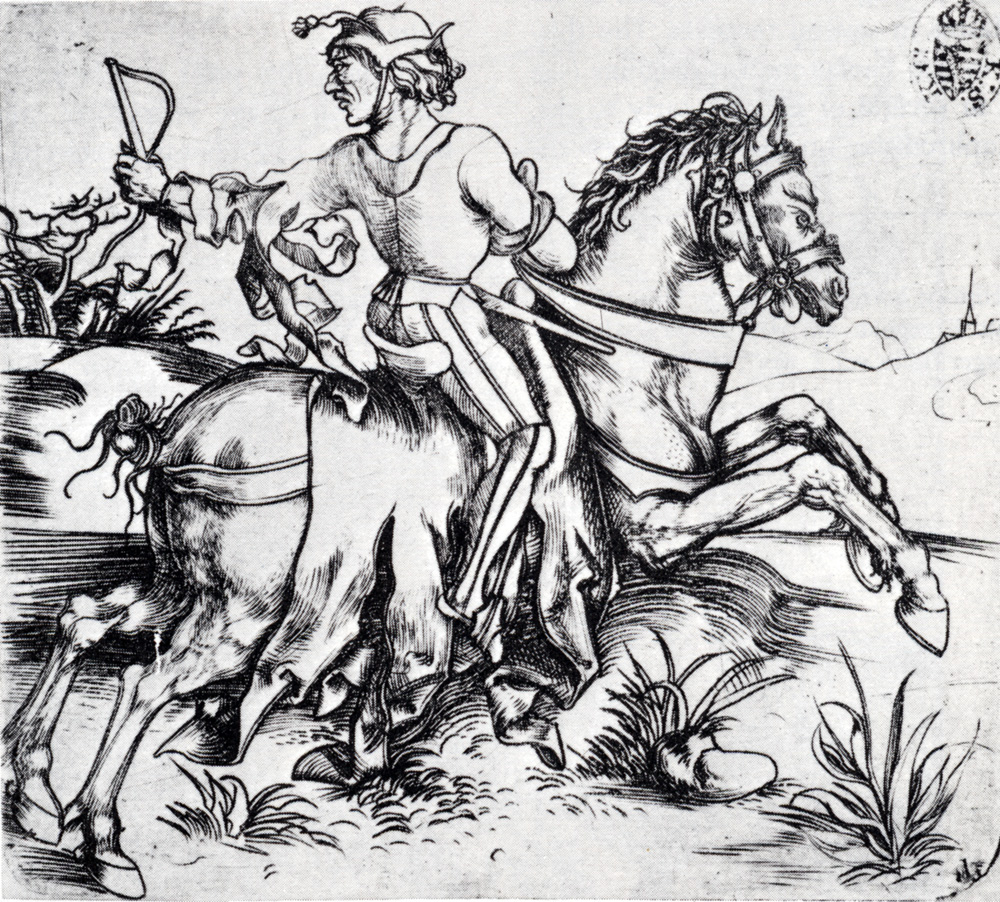
Альбрехт Дюрер. Великий посланник (1495)

На́рочный, значительно реже наро́чный (от рус. нарочно, нарочный, нарочен — «намеренный, неслучайный, специальный») — человек, отправленный с каким-либо особым поручением, иногда — разовым, чаще — по соответствующей должности, например, нарочный при штабе армии.
Примерно то же самое, что посланец, вестник, скоротеча, посыльный, курьер, гонец и фельдъегерь, с тою только разницей, что нарочный по смыслу своей функции или должности очень часто выполняет особые, важные и конфиденциальные задания, носящие личный или секретный характер.
В XIX — начале XX века нарочными в Российской империи назывались почтовые служащие, выполнявшие по должности трудные или нестандартные поручения. Например, почтовый нарочный должен был доставлять срочные депеши или телеграммы в места, удалённые от почтово-телеграфных контор или труднодоступные. Также на них возлагались особые разовые поручения в исключительных или чрезвычайных обстоятельствах, таких как погодные катаклизмы или крестьянские бунты. Как следствие, на такую должность отбирались люди не из пугливых, физически крепкие и с решительным находчивым характером.

## История
Учитывая особую важность или даже секретность миссии, возлагаемой на специального курьера, в исключительных случаях нарочным вполне мог оказаться генерал, граф, принц или епископ. К примеру, во время исключительно важной «миссии» графа Орлова по похищению княжны Таракановой, в начале января 1775 года нарочным в Рим был послан генерал-адъютант Иван Моисеевич Христенек, о чём Алексей Орлов отчитывался императрице в особом письме. Причём, степень конфиденциальности этого поручения была такова, что генералу пришлось применять разные средства из «шпионского арсенала».

Христенек, присланный графом, переодетый нищим, тщетно бродил более двух недель возле двора Жуяни, ища свидания с его уединённой жилицей. Ему не доверяли и, как он ни бился и ни упрашивал прислугу, к ней не допускали. Он повел меня на Марсово поле.— Григорий Данилевский, «Княжна Тараканова» (глава I)
К концу XVIII века нарочные, в отличие от других курьерских, стали нередко использоваться также для доставки разовых казённых финансовых средств, в особенности, когда дело касалось губернских и ведомственных нужд. Александр Радищев в своей записке «О таможенных обрядах» сообщал, что «...небрежение о сей части простиралося иногда с отягощением таможенных служителей; ибо, не определяя им в жалованье собранные ими деньги, они должны посылать всегда нарочнаго в губернской город для принятия на жалованье и на расход суммы».
Постепенно сам по себе термин нарочный стал для чиновников, помещиков и аристократии неким символом особой надёжности или значимости. Так, княгиня Голицына, посылая мужу вполне светское письмо с придворными новостями, прибавляет в конце текста: «я не осмелилась бы написать всё это по почте, но письмо это доставит нарочный, посылаемый мною в Михайловку…»
Между тем, и в советские времена особая должность нарочного не потеряла своего первоначального значения, будучи включённой в должностной реестр, наряду с курьерами. Формализованный во множестве нормативных документов, нарочный занял место «курьера по особым поручениям» или «курьера при органе особой важности». В конечном счёте, нарочный в советской «табели о рангах» стал чем-то вроде высшей касты курьеров вообще. К примеру, полковые штабные курьеры при переходе (повышении) на уровень штаба армии почти автоматически превращались — в нарочных.
А утром мчится нарочный ЦК КПСС

В мотоциклетке марочной ЦК КПСС.

Он машет Лене шляпою, 

Спешит наперерез ―

― Пожалте, Л. Потапова,

В ЦК КПСС!
Примерно то же самое можно было сказать о штатских министерствах и ведомствах Советского Союза, а также партийных органах руководства страной. Вполне можно было представить себе курьера райкома партии, но высшие органы, к примеру, городские комитеты или, тем более, ЦК КПСС непременно имели только нарочных, причём, как чисто номенклатурную должность, вне всякой зависимости от важности или характера исполняемого поручения.
В конце концов, определяющим фактором в положении курьера стал статус его штатного уровня или приписка к определённому учреждению. Этот номенклатурно-словарный штамп 1950-х годов нашёл отражение в одной из первых популярных песен Александра Галича — «Леночка».

## Нарочные в современном понимании
Равным образом, и в современной фельдъегерской службе различаются два типа военнослужащих: курьеры и нарочные. На последних также возлагаются задания более важные, опасные или секретные, а их статус считается более высоким и значительным. Во всех нормативных актах и межправительственных договорах должности курьера и нарочного упоминаются отдельно, как разные штатные единицы с приданными им соответствующими обязанностями и правами.
Не утерял в XXI веке нарочный и своего литературного значения, постоянно встречаясь в беллетристике как ярко окрашенное старое слово, придающее смыслу текста оттенок значительности, а стилю — лёгкую возвышенность.

...а не послать ли покойчику этому, не переправить ль ему с каким-нибудь случающимся в иные разы нарочным (вон от «Билайна» их бегает устрашающе много, от довольствия препоясанных тянущейся, удовлетворённой, предельно личной и обожаемой, отдельно заценившей и зауважавшей себя слюной) пару-тройку целёхоньких, чутко сохранных минут занятной лесной тишины...— Валерий Володин, «Там, на краешке бессмертного лета» (2016)
Согласно российским федеральным санитарным правилам и гигиеническим нормативам в области эпидемиологии, действующим в 1995—2021 годах и определяющим особый порядок учёта, хранения, передачи и транспортировки микроорганизмов I—IV групп патогенности, пересылка опасных биологических материалов между организациями осуществляется почтовой связью или нарочными. При этом должна соблюдаться строгая градация мер безопасности, когда пересылка микроорганизмов и биоматериалов высших категорий опасности (I—II групп) может производиться исключительно спецсвязью или с двумя нарочными, предварительно ознакомленными с требованиями биологической безопасности, причём, один из них должен иметь медицинское, биологическое или ветеринарное образование и иметь допуск к работе с патогенными биологическими агентами I—II групп. В целях исключения всех видов путевого досмотра и контроля со стороны иных правоохранительных органов, нарочному должна быть выдана особая сопроводительная справка.